# Kembang Harum
Kembang Harum is een bestuurslaag in het regentschap Indragiri Hulu van de provincie Riau, Indonesië. Kembang Harum telt 2078 inwoners (volkstelling 2010).